# Cultura de Timor-Leste
A cultura de Timor-Leste caracteriza-se pela elevada riqueza, apesar de enfraquecida por um longo historial de colonização portuguesa e ocupação indonésia.
É um país da Comunidade dos Países de Língua Portuguesa (CPLP).

## Mito do Crocodilo
A figura ancestral mais conhecida da cultura de Timor Leste é o crocodilo, que se acredita ser o bisavô, o rei dos antepassados, rei das águas e rei das montanhas. O crocodilo é a peça da história da criação de Timor, que conta a história de um rapaz que salvou um crocodilo da morte. Em troca o crocodilo ofereceu-se para levar o rapaz no seu dorso numa aventura no mar. Só que o crocodilo perdeu-se e ficou esfomeado e queria comer o rapaz, mas não o fez em nome da dívida que tinha para com o rapaz. Quando chegaram a uma zona onde o sol nascia no Leste, o crocodilo transformou-se numa terra que é agora a ilha de Timor.

Por isso, diz-que a ilha tem a forma de um crocodilo com as montanhas acidentadas como as costas de um crocodilo.

## Levantamento dos usos e costumes timorenses
José Celestino da Silva, ex-governador da colônia de Timor-Leste, foi dos primeiros a publicar textos sobre costumes indígenas timorenses em 1896.
Posteriormente os governadores  Eduardo Marques, em 1908, e Baptista Justo, em 1932, tentaram criar um código de usos e costumes, mas sem sucesso.
Neste âmbito uma das obras mais relevantes é Gentio de Timor, de Armando Pinto Corrêa (1935).

## Artesanato
A tecelagem de cestos, esteiras e tais (panos tecidos com tiras tradicionais de Timor) é uma tradição com centenas de anos entre as mulheres de Timor. De facto, a produção têxtil tem uma longa história.

Na ilha de Ataúro, o povo Maquile tem a tradição de entalhes em madeira. Inicialmente produziam figurinos masculinos e femininos, máscaras de dança, sereias e enguias. Influenciados pelos Portugueses e Igreja Católica, os figurinos passaram a ter os genitais tapados e produziram-se figuras inspiradas em Cristo.

Outra tradição é a produção de licor de palma, em cervejas e licores destilados (tuak), associada a tradições culturais únicas.

## Xanana Gusmão
O líder da resistência timorense, José Alexandre Gusmão, mais conhecido como Xanana Gusmão, é também o maior nome da poesia do país. Em 1973, antes mesmo da Revolução dos Cravos, Xanana Gusmão já se destacava na literatura, chegando a receber o Prêmio Revelação da Poesia Ultramarina. Contudo, foi a Guerra Civil Timorense, iniciada em 1975, que despertou em Gusmão a necessidade de expressar-se através da escrita. Entre 1977 e 1979, ele publicou dois livros: "Pátria e Revolução" (cujo título tornaria-se o lema da luta no país), e "Guerra, Temática Fundamental do Nosso Tempo", no qual ensaia todas as características das chamadas Guerras Populares, descrevendo o papel de um líder carismático na condução de seu povo.
O livro "Mar Meu", de 1998, reuniu vários poemas de Xanana escritos no período de 1994 e 1996. Os poemas de Xanana conquistaram a crítica literária em língua portuguesa, sendo que a obra do revolucionário foi bastante difundida em países como Angola, Guiné-Bissau, Moçambique e Portugal. 

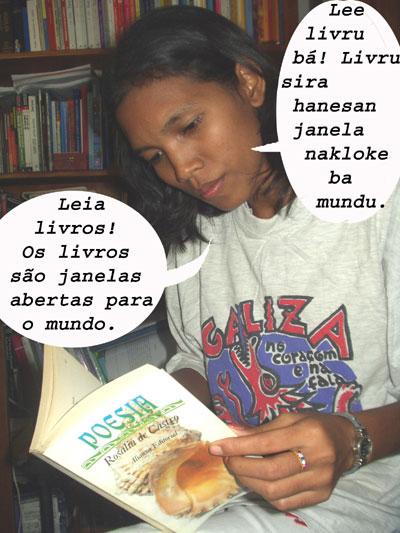
Uma campanha a favor da leitura no Timor-Leste

Xanana Gusmão é também um forte expoente da pintura timorense, tendo desenvolvido essa atividade principalmente em seu tempo de prisão. Suas telas prendem-se a retratar as paisagens de Timor, enfocando suas tradições, o jeito simples de seu povo, sua felicidade. Sua pintura mais conhecida é "Aldeia Típica de Timor".
Outros escritores importantes de Timor são: Luís Cardoso, Fernando Sylvan, Jorge Lauten, Francisco Borja da Costa, Jorge Barros Duarte, João Aparício, Ponte Pedrinha - pseudónimo de Henrique Borges, Fitun Fuik e Afonso Busa Metan. Poemas, contos e crônicas de alguns desses autores encontram-se reunidos no livro "Timor Leste - Este País Quer Ser Livre", organizado por Sílvio Sant’Anna, da Editora Martin Claret. Um escritor português que viveu alguns anos em Timor e que produziu obras de grande qualidade foi Ruy Cinatti, poeta, antropólogo e botânico.

## Dia Nacional da Cultura de Timor-Leste
Pela Resolução do Governo nº. 30, de 29 de Outubro de 2014 Dia Nacional da Cultura, o governo timorense nos termos da alínea "d" do artigo 116º. da Constituição Timorense, declarou como Dia Nacional da Cultura, o dia 14 de outubro, em homenagem ao poeta Francisco Borja da Costa.